# Myrcia valenzuelana
Myrcia valenzuelana là một loài thực vật có hoa trong Họ Đào kim nương. Loài này được (A.Rich.) Griseb. mô tả khoa học đầu tiên năm 1866.